# Sagrat Cor de Jesus
Sagrat Cor de Jesus är ett monument i Spanien.   Det ligger i regionen Balearerna, i den östra delen av landet, 500 km öster om huvudstaden Madrid. Sagrat Cor de Jesus ligger 55 meter över havet.
Terrängen runt Sagrat Cor de Jesus är platt åt nordost, men åt sydväst är den kuperad. Havet är nära Sagrat Cor de Jesus åt sydost.  Närmaste större samhälle är Ibiza, 3,7 km söder om Sagrat Cor de Jesus. 